# Mewa galapagoska
Mewa galapagoska (Leucophaeus fuliginosus) – gatunek dużego ptaka z rodziny mewowatych (Laridae). Występuje na Galapagos. Narażony na wyginięcie.

## Taksonomia
Po raz pierwszy gatunek opisał John Gould w 1841. Holotyp pochodził z Santiago (Galapagos). Został pozyskany podczas podróży HMS Beagle. Autor nadał nowemu gatunkowi nazwę Larus fuliginosus. Obecnie (2020) Międzynarodowy Komitet Ornitologiczny umieszcza mewę galapagoską w rodzaju Leucophaeus. Uznaje ją za gatunek monotypowy, podobnie jak autorzy HBW. Ci umieszczają gatunek w rodzaju Larus. Pod taką nazwą (Larus fuliginosus) jest też klasyfikowany przez IUCN.

## Morfologia
Długość ciała wynosi 51–55 cm; przeciętna masa ciała – 380 g. Anglojęzyczna nazwa mewy galapagoskiej to „lava gull”. Kolorystyka jej upierzenia rzeczywiście przypomina zastygłą lawę, na której często spędzają czas, a niekiedy budują na niej gniazda. Może to ułatwiać im ukrycie się przed drapieżnikami, ale też – co według jednego z autorów jest bardziej prawdopodobne – przed konkurentami w zdobywaniu pożywienia.
Dalszy opis dotyczy osobników dorosłych. Na głowie obecny smoliście czarny lub czarnobrązowy „kaptur”. Nie zmienia barwy zależnie od pory roku, co jest nietypowe dla mew. Naga obrączka powiekowa czerwona, lepiej widoczna u ptaków w sezonie lęgowym; obrączka oczna biała. Gardło jasnoszaro nakrapiane. Szyja ciemna, łupkowa. Spód ciała łupkowoniebieski z wyjątkiem białawych pokryw podogonowych. Wierzch ciała ciemny, łupkowoszary. Na skrzydłach mewy galapagoskiej znajdują się białe pasy, które formowane są przez białe najbardziej zewnętrzne pokrywy skrzydłowe. Choć są obecne u mew większości gatunków, to zwykle nie kontrastują z resztą upierzenia ze względu na jasne skrzydła. Funkcja tego białego pasa jest nieznana, może spełniać funkcję sygnalizacyjną podczas interakcji oraz dla piskląt, które widywano przy dziobaniu tej linii. Końcówka skrzydeł czarna. Jasnoszare pokrywy podogonowe wyraźnie odcinają się od reszty upierzenia, zwłaszcza w locie; przez ich środek przebiega popielaty pas. Tęczówka brązowa. Dziób czarniawy lub czarny z czerwonymi albo pomarańczowoczerwonymi kącikami dzioba.

## Zasięg występowania
Endemit Galapagos. Mewy galapagoskie mają szeroki zasięg obejmujący cały archipelag, jednak największe zagęszczenia gniazdujących ptaków odnotowywano w okolicach Puerto Ayora (wyspa Santa Cruz), Puerto Baquerizo Moreno (San Cristóbal) i Puerto Villamil (Isabela). BirdLife International szacuje zasięg występowania na 40,3 tys. km². Mewy galapagoskie są rzadko widywane na izolowanych wyspach (oddalonych o ponad 1 km od innych) z małą ilością lub brakiem plaż, a gniazdowania nie stwierdzono tam nigdy.

## Ekologia i zachowanie
Środowiskiem życia mew galapagoskich są piaszczyste i żwirowe wybrzeża. Często pojawiają się w portach i w pobliżu łodzi. Zakładają gniazda w pobliżu lagun, niewielkich zbiorników wodnych i na przybrzeżnych wysepkach, zwykle blisko morza (5–50 m od wybrzeża). Przebywają pojedynczo lub w parach, a w miejscach obfitujących w pożywienie (na przykład przy portach rybackich) także i w luźnych skupiskach liczących 20–30 osobników. Bardzo rzadko lądują na wodzie. Są łatwe do zauważenia i niepłochliwe, jednak bardzo aktywnie bronią gniazd. Żywią się jajami ptaków morskich, niewielkimi rybami, skorupiakami, młodymi legwanami morskimi (Amblyrhynchus cristatus; od marca do maja) i mięsnymi odpadkami, jak łożyska uszanek kalifornijskich (Zalophus californianus) i fragmenty ryb zbyt dużych do połknięcia dla uszanek w całości. Zwykle szukają pożywienia lecąc 3–3,5 m nad wybrzeżem.

### Lęgi

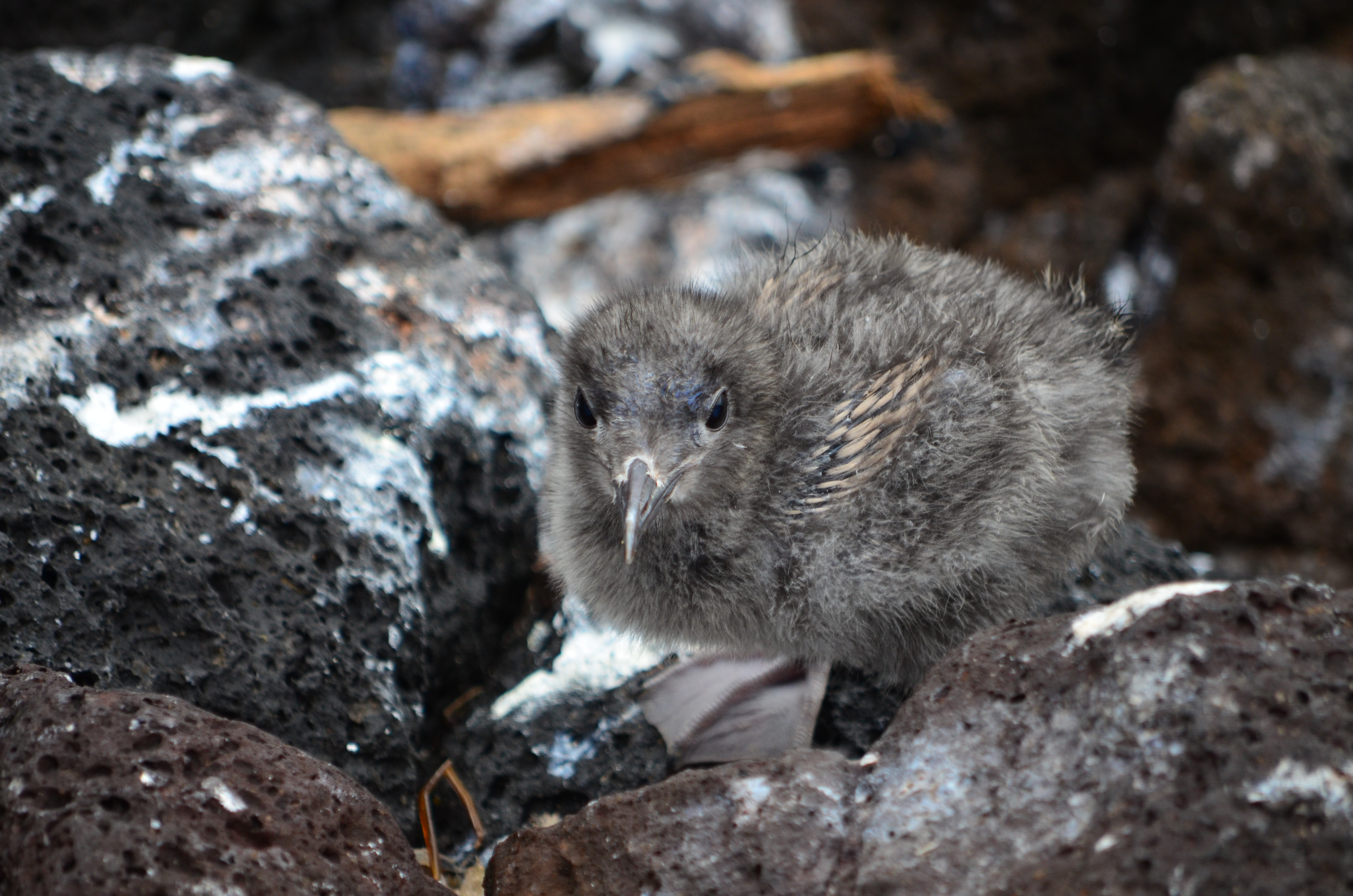
Pisklę mewy galapagoskiej

Pierwszy raz gniazdo mewy galapagoskiej znaleziono w 1960, do 1969 opisano 7 kolejnych gniazd. Lęgi odnotowywano przez cały rok, lecz najczęściej odbywają się od maja do października. Gniazda są umieszczone na podłożu – pod roślinami z gatunku Cryptocarpus pyriformis (nocnicowate) lub obok, na połaciach Sesuvium edmonstonei (pryszczyrnicowate), na piasku przy niezidentyfikowanych roślinach lub na zastygłej lawie. Wyściółkę stanowi materia roślinna. W zniesieniu 1 lub 2 jaja. W jednym przypadku (do 2015 włącznie nie pozyskano nowych danych) wysiadywanie trwało 32–33 dni. Młode w wieku poniżej 2 tygodni są nieustannie strzeżone przez jednego z rodziców. W wieku powyżej 3 tygodni są pozostawiane same na coraz dłuższe okresy, jednak niemal zawsze jeden z rodziców pozostaje na terytorium.

## Status i zagrożenia
IUCN uznaje mewę galapagoską za gatunek narażony na wyginięcie (VU, Vulnerable) nieprzerwanie od 1994 (stan w 2020). BirdLife International uznaje trend liczebności populacji za stabilny. Pod koniec lat 60. XX wieku liczebność populacji oszacowano na 300–400 par, a prawdopodobnie i mniej, jako że oceniano ją na podstawie zagęszczenia na 56-kilometrowym fragmencie wybrzeża Santa Cruz, podczas gdy wiele z galapagoskich wybrzeży nie spełnia kryteriów środowiskowych dla mew galapagoskich. Szacunki z 2015 mówią o 300–600 osobnikach. Głównym zagrożeniem dla tych ptaków jest przypadkowe łapanie podczas połowów. Prawdopodobnie mogą też zapadać na rzekomy pomór drobiu (chorobę Newcastle), przywleczoną na wyspy wraz z kurami. Podejrzewa się, że są też bezpośrednio tępione, jednak w bardzo małych liczbach. Zagrażają im obce gatunki inwazyjne, zwłaszcza szczury śniade (Rattus rattus), koty (Felis catus) i psy (Canis familiaris) plądrujące ich gniazda.